# John MacCulloch

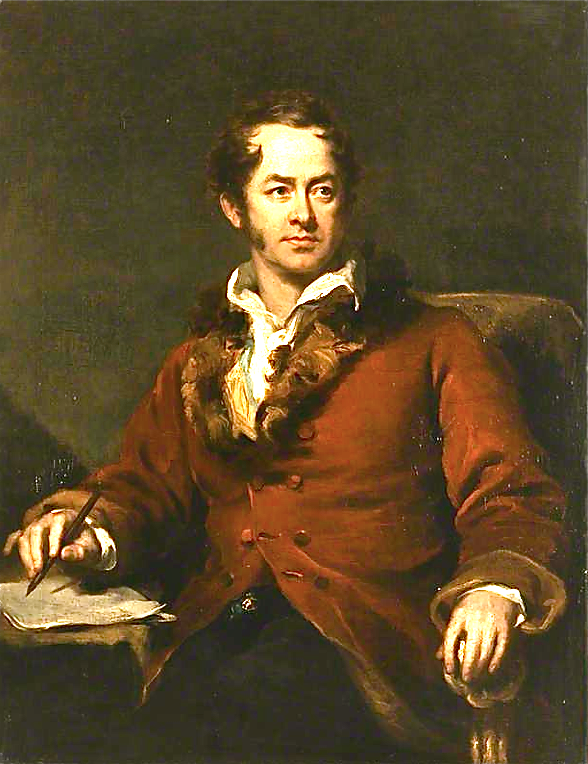
John MacCulloch

John MacCulloch FRS (6 de outubro de 1773 - 21 de agosto de 1835) foi um geólogo escocês. Ele foi o primeiro geólogo a ser empregado pelo governo na Grã-Bretanha e é mais conhecido por seus textos pioneiros sobre geologia e por produzir os primeiros mapas geológicos da Escócia. Ele introduziu a palavra "malária" na língua inglesa.

## Biografia
MacCulloch, descendente dos MacCullochs de Nether Ardwell em Galloway, nasceu em Guernsey, sendo sua mãe nativa daquela ilha. Ele nasceu na casa dos pais de sua mãe, sendo o avô James um magistrado. O pai de John, James, trabalhou na França como comerciante de vinhos e voltou para a Grã-Bretanha após a Revolução Francesa. Tendo demonstrado poderes notáveis quando menino, demonstrando habilidades com fogos de artifício em Lostwithiel, ele foi enviado depois de terminar a escola primária para estudar medicina na Universidade de Edimburgo. Aqui ele foi inspirado pelo químico Joseph Black. Ele se qualificou como MD em 1793 e depois entrou no exército como cirurgião assistente. Ligando-se à artilharia, tornou-se químico do conselho de artilharia (1803). Ele ainda continuou, no entanto, a praticar por um tempo como médico, e durante os anos de 1807-1811 ele residiu em Blackheath e se juntou à recém-fundada Sociedade Geológica de Londres. Ele ajudou o químico de artilharia Cruickshank, que lecionou na Royal Military Academy e quando Cruickshank foi declarado louco em 1804, assumiu seu cargo de professor. Ele também ensinou cadetes em Addiscombe a partir de 1814 e fez uso de seu livro A Geological Classification of Rocks (1811). Em 1811, ele comunicou seus primeiros artigos à Sociedade Geológica de Londres. Eles foram dedicados a uma elucidação da estrutura geológica de Guernsey, das Ilhas do Canal e de Heligoland.
A evidência que eles forneceram de sua capacidade, e o fato de que ele já havia recebido uma nomeação científica, provavelmente o levaram a ser selecionado no mesmo ano para fazer algumas investigações geológicas e mineralógicas na Escócia. Ele foi em 1809 para identificar calcário adequado para uso na fabricação de pólvora. Ele também foi consultado sobre a adequação das principais montanhas escocesas para uma repetição dos experimentos de pêndulo anteriormente conduzidos por Nevil Maskelyne e John Playfair em Schiehallion, e sobre os desvios do fio de prumo ao longo do meridiano do Levantamento Trigonométrico. No decorrer das explorações necessárias para os propósitos desses relatórios, ele fez extensas observações sobre a geologia e mineralogia da Escócia. Ele formou também uma coleção das produções minerais e rochas daquele país, que apresentou à Sociedade Geológica em 1814. Naquele ano, ele foi nomeado geólogo do Levantamento Trigonométrico; e em 1816-1818 foi presidente da Sociedade Geológica.
Comparativamente, pouco havia sido feito na investigação da geologia escocesa e, achando o campo tão promissor, ele se dedicou ao seu cultivo com grande ardor. Um de seus trabalhos mais importantes foi o exame de toda a cadeia de ilhas ao longo do oeste da Escócia, naquela época não facilmente visitadas e apresentando muitos obstáculos para um explorador científico. Os resultados desta pesquisa apareceram (1819) na forma de sua Descrição das Ilhas Ocidentais da Escócia, incluindo a Ilha de Man (2 vols. 8vo, com um atlas de placas em 4to), que formou um dos tratados clássicos sobre geologia britânica. Ele parece ter estado por um tempo no conselho do Quarterly Journal of Science, Literature and the Arts, que foi publicado na Royal Institution of Great Britain.
Ele foi eleito membro da Royal Society em 1820. Ele continuou a escrever artigos, principalmente sobre as rochas e minerais da Escócia, e finalmente reuniu uma quantidade tão grande de informações que o governo foi convencido no ano de 1826 a empregá-lo na preparação de um mapa geológico da Escócia. A partir dessa data até o momento de sua morte, ele retornava a cada verão à Escócia e atravessava todos os distritos do reino, inserindo as características geológicas no mapa de Arrowsmith, o único então disponível para seu propósito. Ele completou o trabalho de campo em 1832 e, em 1834, seu mapa e memórias estavam prontos para publicação, mas não foram publicados até 1836, um ano após sua morte.
Entre suas outras obras, podem ser citadas as seguintes: Uma Classificação Geológica de Rochas com Sinopses Descritivas das Espécies e Variedades, compreendendo os Elementos da Geologia Prática (1821); As Terras Altas e Ilhas Ocidentais da Escócia, em uma série de cartas a Sir Walter Scott (4 vols., 1824); Um Sistema de Geologia, com uma Teoria da Terra e um Exame de sua Conexão com os Registros Sagrados (2 vols. 1831);  Provas e Ilustrações dos Atributos de Deus, dos Fatos e Leis do Universo Físico: Sendo o Fundamento da Religião Natural e Revelada (3 vols. 1837). Ele também estudou febres do pântano ou miasmas e introduziu a palavra "malária" no inglês em 1827 e examinou sua distribuição de uma perspectiva topográfica.  Ele se casou com Louisa Margaretta White de Addiscombe e durante sua lua de mel na Cornualha caiu de uma carruagem e sofreu múltiplas fraturas na perna direita. Sua perna foi amputada e durante esse período ele continuou suas pesquisas e até orientou os cirurgiões que o trataram. Ele morreu no hospital alguns dias depois e foi enterrado em Gulval.